# Janez Arlič
Janez Arlič, slovenski rimskokatoliški duhovnik in pesnik, * 27. december 1812, Pristova, † 17. junij 1879, Prihova. 
Arlič je leta 1839 je postal duhovnik lavantinske škofije, kaplanoval je po raznih krajih, bil od 1853 do 1862 kurat v Skomrah, nato župnik v Zrečah (do 1870) in po letu 1870 do smrti v Prihovi.
Pod Slomškovih vplivom  je začel pisati pesmi, ter med drugimi prevedel šaljivo grško epsko pesem o boju med žabami in mišmi. Njegove znane in objavljene pesmi v (Drobtinicah 1846, 1847, 1853, 1862), so pretežno lirski in epski poskusi, ki hočejo s pomočjo vezane besede vplivati na vzgojo. V Skomrah se je seznanil z bukovnikom, ljudskim pevcem in igralcem J. Vodovnikom (1791-1858), na katerega je po njegovi smrti prvi javno opozoril.